# La Sauvagère
La Sauvagère est une ancienne commune française, située dans le département de l'Orne en région Normandie, devenue le 1er janvier 2016 une commune déléguée au sein de la commune nouvelle des Monts d'Andaine.
Elle est peuplée de 989 habitants.

## Géographie

### Localisation
La Sauvagère est située dans le pays du Passais entre Flers et La Ferté-Macé, sur la route départementale 18.
Le territoire est traversé par la Vée dont les affluents sont les ruisseaux du Rocher-Barré et de Mousse. La Forêt des Andaines en occupe le sud-ouest.

### Communes limitrophes
| La Coulonche | Le Ménil-de-Briouze  | Lonlay-le-Tesson          |
| Champsecret  | La Sauvagère         | Saint-Maurice-du-Désert   |
| Champsecret  | Juvigny-sous-Andaine | Saint-Michel-des-Andaines |

## Toponymie
Les toponymes en sauvage sont liés à la "selve" (la forêt). Ils se situent en général vers les extrémités des finages, ici, entre la forêt d'Andaine et l'ancienne forêt de Dieufit.
D'après René Lepelley, il s'agirait d'un toponyme suffixé en -ière évoquant la propriété, ici de la famille Sauvage.
Le gentilé est Sylvagérien.

## Histoire
En juillet 1700, éclate à la Sauvagère l'affaire criminelle Regnault, un crime passionnel, une des plus anciennes affaires de l'Orne, dont les archives départementales de l'Orne et du Calvados gardent les pièces de la procédure.
En 1840, tout comme La Ferté-Macé, Juvigny-sous-Andaine, Saint-Maurice-du-Désert et Tessé-Froulay, La Sauvagère cède une partie de son territoire (au sud) pour la création de la commune de Saint-Michel-des-Andaines.
Pendant la Seconde Guerre mondiale, la forêt proche abrite deux dépôts allemands, dont un proche de la chapelle des Friches, à la Noé de Livet[réf. à confirmer], alors que des familles de Mortain (famille Heuzé) se sont réfugiées ici pour fuir l'opération Lüttig.

## Politique et administration
| Période                                  | Période      | Identité              | Étiquette | Qualité                                                |
| ---------------------------------------- | ------------ | --------------------- | --------- | ------------------------------------------------------ |
| 1919                                     | ?            | François Barré        | Droite    | Conseiller d'arrondissement du Canton de La Ferté-Macé |
| 1971                                     | juillet 2010 | Pierre Bourban        | SE        | Agriculteur                                            |
| septembre 2010                           | En cours     | Jean-Charles Courtois | SE        | Agriculteur retraité                                   |
| Les données manquantes sont à compléter. |              |                       |           |                                                        |

Le conseil municipal est composé de quinze membres dont le maire et deux adjoints.

## Équipements et services publics

### Espaces publics
La commune est un village fleuri (trois fleurs) au concours des villes et villages fleuris.

## Population et société

### Démographie
En 2021, la commune comptait 989 habitants. Depuis 2004, les enquêtes de recensement dans les communes de moins de 10 000 habitants ont lieu tous les cinq ans (en 2004, 2009, 2014, etc. pour La Sauvagère) et les chiffres de population municipale légale des autres années sont des estimations.
La Sauvagère a compté jusqu'à 2 697 habitants en 1806.
| 1793  | 1800  | 1806  | 1821  | 1831  | 1836  | 1841  | 1846  | 1851  |
| ----- | ----- | ----- | ----- | ----- | ----- | ----- | ----- | ----- |
| 2 007 | 2 664 | 2 697 | 2 223 | 2 177 | 2 277 | 2 212 | 2 285 | 2 170 |

| 1856  | 1861  | 1866  | 1872  | 1876  | 1881  | 1886  | 1891  | 1896  |
| ----- | ----- | ----- | ----- | ----- | ----- | ----- | ----- | ----- |
| 2 070 | 2 040 | 1 830 | 1 631 | 1 531 | 1 368 | 1 289 | 1 181 | 1 066 |

| 1901  | 1906 | 1911 | 1921 | 1926 | 1931 | 1936 | 1946 | 1954 |
| ----- | ---- | ---- | ---- | ---- | ---- | ---- | ---- | ---- |
| 1 007 | 903  | 824  | 691  | 690  | 659  | 610  | 562  | 530  |

| 1962 | 1968 | 1975 | 1982 | 1990 | 1999 | 2004 | 2009 | 2014  |
| ---- | ---- | ---- | ---- | ---- | ---- | ---- | ---- | ----- |
| 540  | 529  | 514  | 623  | 722  | 835  | 911  | 945  | 1 007 |

| 2018  | - | - | - | - | - | - | - | - |
| ----- | - | - | - | - | - | - | - | - |
| 1 000 | - | - | - | - | - | - | - | - |

### Sports et loisirs
L'Union sportive La Sauvagère fait évoluer une équipe de football en division de district.

## Économie

### Entreprises et commerces
- Silva Paris, une entreprise artisanale de réalisation de rideaux, voilages, tentures murales et mobiliers tapissés, est basée à La Sauvagère.

## Culture locale et patrimoine

### Lieux et monuments

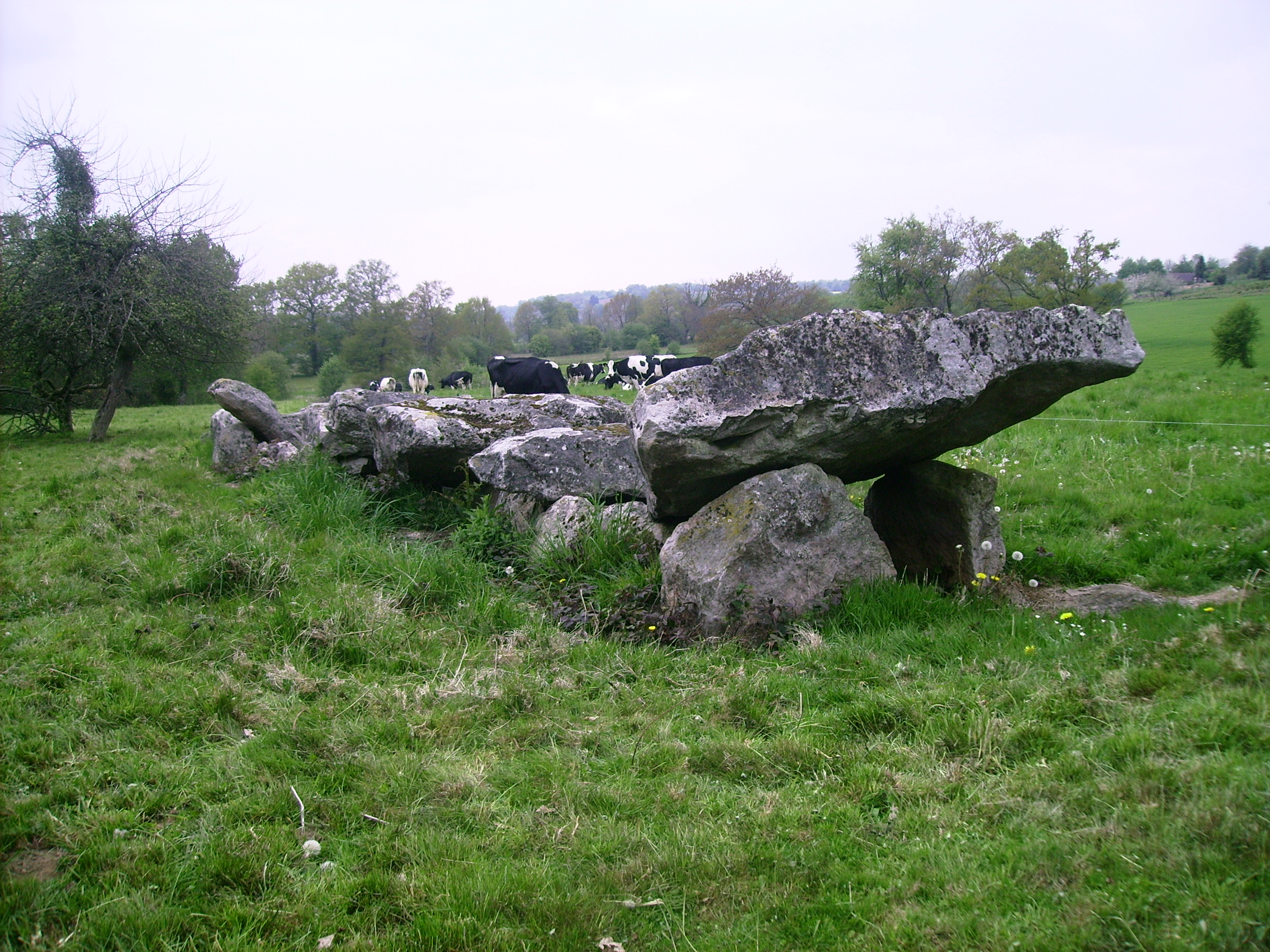
L'allée couverte de la Bertinière.

- Allée couverte de la Bertinière, classée  au titre des Monuments historiques depuis le 17 février 1967[16].
- Église Saint-Pierre-et-Saint-Paul (XIXe).
- Dolmen de la Maisonnette (allée couverte).
- Chapelle.
- Lavoir.

### Personnalités liées à la commune
- Louis Saint-Martin du Plessis (né en 1765 à La Sauvagère), révolutionnaire.
- Jean-Pierre Brisset (La Sauvagère 1837 - 1919), philosophe et écrivain, « Prince des Penseurs ».
- Catherine Coutelle (1945 à La Sauvagère), femme politique.